# Гарин, Эраст Павлович
Эра́ст Па́влович Га́рин (настоящая фамилия — Гера́симов; 28 октября [10 ноября] 1902, Рязань — 4 сентября 1980, Москва) — советский актёр, режиссёр театра и кино, сценарист. Народный артист СССР (1977), лауреат Сталинской премии II степени (1941).

## Биография
Родился в Рязани в семье лесничего Павла Эрастовича Герасимова, до восьми лет жил в селе Песочня Сапожковского уезда, где служил его отец. Мать — Мария Михайловна, в девичестве Гарина (её фамилию актёр впоследствии взял в качестве сценического псевдонима), «передала сыну по наследству то, что Гарин называл творческой выходкой». Бабка по отцу — помещица Елизавета Ивановна, владела угодьями в районе села Дмитровский Погост и домами в Рязани, бабка по матери — Екатерина Дмитриевна, заядлая картёжница, к которой съезжался весь рязанский бомонд.
Учился в Рязанской гимназии. Окончив её в 1919 году, ушёл добровольцем в Красную армию. Играл на сцене гарнизонного театра в Рязани (позже — 1-й самодеятельный театр Красной армии) (1919—1921), где участвовал в комедии Я. Княжнина «Сбитеньщик». Там же взял сценический псевдоним «Гарин». С этим театром попал в Москву, где был замечен Вс. Мейерхольдом, давшим ему совет учиться. В 1921 году поступил в руководимые Мейерхольдом Государственные высшие режиссёрские мастерские (позже — Государственные экспериментальные театральные мастерские Наркомпроса РСФСР), которые окончил в 1926 году, одновременно вёл работу в Красной армии в создаваемой там «живой газете».

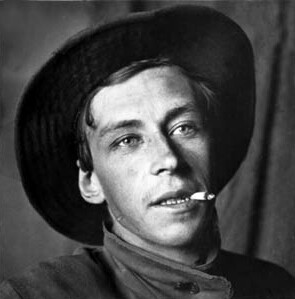
Эраст Гарин в 1920-е годы

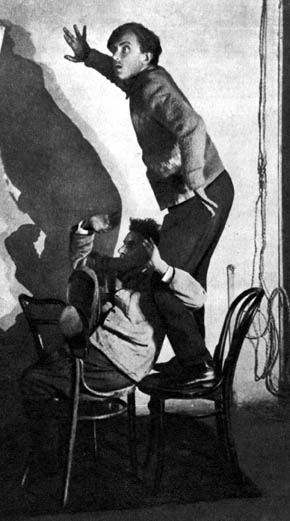
Гарин и Мейерхольд на репетиции «Ревизора» (1926)

В 1922—1936 годах — актёр Государственного театра имени Мейерхольда. Его первая большая работа в иронично-политическом обозрении М. Подгаецкого «Д. Е.» («Даёшь Европу!») по романам И. Эренбурга «Трест Д. Е.» и Б. Келлермана «Туннель» (1924), где играл сразу семь ролей изобретателей, демонстрируя искусство молниеносных превращений, жонглёрскую ловкость, пародийность, характерность. Уже наметились черты будущего «гаринского стиля» — неповторимая манера двигаться, говорить, своеобразная мимика, жесты. Большое внимание актёр уделял слову, интонационной и пластической разработке роли, использовал приёмы эксцентрики, буффонады. Э. Гарин сразу выдвинулся в ряд ведущих актёров Вс. Мейерхольда, работа с которым определяющим образом повлияла на всё его творчество.
Славу и признание принесла Э. Гарину роль Гулячкина (пьеса «Мандат» Н. Р. Эрдмана, 1925). Критики отмечали хамелеонство Гулячкина, при всей его «мелкотравности» образ «приобрёл у Гарина силу бичующей сатиры». Один из критиков насчитал более трёхсот взрывов смеха в зале, и были они вызваны в основном репликами Гулячкина. Хамелеонство отмечалось и в роли Хлестакова («Ревизор» Н. В. Гоголя, (1926), «но во всех превращениях гаринского Хлестакова неизменно сохранялась нотка холодноватой, зловещей надменности». Гаринский Хлестаков стал самым молодым в истории российской сцены. Его Чацкий в «Горе уму» (1928) по «Горе от ума» А. Грибоедова был непохож на других, сыгранных до него Чацких, он был непривычным, неожиданным. Э. Гарин оказался не просто актёром комедийным, эксцентричным, актёром-простаком, каким его видели до Чацкого: он был удивительно лиричен, что стало главной находкой Вс. Мейерхольда в спектакле. Первые роли в Театре имени Вс. Мейерхольда оказали большое влияние на всю последующую творческую судьбу актёра и предопределили его склонность к жанру сатиры, близкой к эксцентрике и буффонаде.

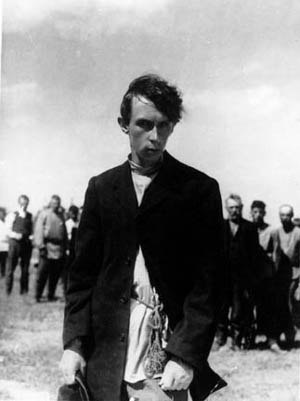
На пробах к фильму «Юность Максима» (1934)

Артист обладал ярко выраженной комической внешностью — худощавым телосложением (которое подчёркивалось ношением мешковатых костюмов), выразительным лицом с длинным острым носом, оттопыренными ушами и глубоко посаженными глазами (с особым остекленевшим взглядом), выдающейся вперёд нижней губой, а главное — высоким, старческим и пронзительным голосом, манерой «проглатывать» слова, при помощи которых он делал своих героев, если это требовалось, философскими и невыносимыми. Был неотразим в гротескных комических ролях, в которых воплощал резко отрицательных персонажей.
В 1934 году — актёр Рабочего театра Пролеткульта (художественный руководитель С. Эйзенштейн).
В 1936 году, желая попробовать себя в самостоятельном творчестве, перешёл от Вс. Мейерхольда в Ленинградский Театр комедии (ныне Санкт-Петербургский академический театр комедии имени Н. П. Акимова), где работал актёром и режиссёром до 1949 года, поставив несколько спектаклей. Однако своей дружбы и творческих связей со своим учителем не прерывал. В 1938 году, когда Театр имени Вс. Мейерхольда был закрыт, а сам Мейерхольд подвергся гонениям и нападкам, Гарин оставался преданным учителю до конца. В 1939 году Вс. Мейерхольд был арестован. Свой последний вечер он провёл с Э. Гариным и его женой Х. Локшиной, обсуждая их дебют — киноленту «Женитьба» (1937).
«Женитьба», представляющая собой сочетание фильма и театрального спектакля, была снята Э. Гариным (он же выступил в роли Подколёсина) с Х. Локшиной в «Первой художественной мастерской» С. Юткевича и вызвала самые разные отклики зрителей и критики, от восторженных до разгромных. После краткого, но, в целом, успешного пребывания на экранах летом 1937 года картина была изъята из кинотеатров и подверглась разгрому в ходе развернувшейся в это время кампании борьбы с «мейерхольдовщиной». Негатив был смыт, прокатные копии уничтожались, и в настоящее время не найдена ни одна из них. Поиски в фильмотеках других стран, начатые ещё самим Гариным и продолжавшиеся до последнего времени, пока успеха не принесли.
Гарин с Локшиной вернулись в театральную режиссуру. В Ленинградском Театре комедии они поставили пьесу «Сын народа» Ю. Германа, где Э. Гарин исполнил главную роль. Спектакль имел огромный успех у зрителей и получил хорошую критику, что дало возможность режиссёрам экранизировать пьесу и, тем самым, вернуться в кинематограф.
Подобная практика вполне укладывалась в рамки творческой мастерской С. Юткевича, где практически каждый снимаемый фильм вышел из поставленного ранее театрального спектакля. Экранизация получила название «Доктор Калюжный». Художественный совет киностудии «Ленфильм» наотрез отказал Э. Гарину в исполнении главной роли, поскольку его облик, по мнению его членов, не укладывался в рамки советского положительного героя. Роль Калюжного сыграл актёр Московского театра Революции (ныне Московский театр имени В. Маяковского) Б. Толмазов, который в точности повторил весь пластический рисунок роли, сыгранной Э. Гариным в театре. Лишь некоторые актёры перешли в фильм из спектакля, например, травести М. Барабанова.
На гонорар, полученный за фильм «Доктор Калюжный», Э. Гарин и Х. Локшина переехали в столицу. В Москве они поступили на студию «Союздетфильм» (ныне Киностудия имени М. Горького), где уже работал С. Юткевич с остатками своей мастерской, снимался также на «Мосфильме». Осенью 1941 года вместе с коллективом «Союздетфильма» Гарин и Локшина были отправлены в эвакуацию.

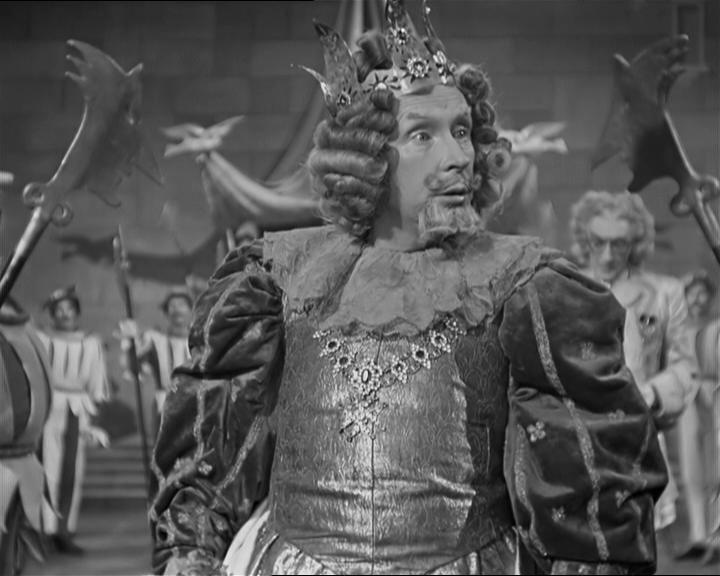
Гарин в роли короля, «Золушка» (1947)

С 1946 года работал также актёром и режиссёром в актёрской студии при «Мосфильме» (Театр-студия киноактёра). В последние годы жизни поставил там спектакль «Горе от ума» А. Грибоедова, повторив постановку Вс. Мейерхольда (где он играл Чацкого), роль Чацкого исполнял А. Золотницкий. И хотя постановка всеми признавалась как удачная, в целом у зрителя спектакль успехом не пользовался.
В 1966 году, во время завершения съёмок фильма «Весёлые расплюевские дни», случайно произошло травмирование глаза крепко спрессованным снежком. Гарину удалили один глаз, второй — практически не видел. Его перестали приглашать на съёмки и в спектакли. Много лет актёр был вынужден озвучивать мультфильмы на студии «Союзмультфильм».
Много работал на радио, осуществил ряд радиопостановок, положив начало жанру монодраматического звукового спектакля. Озвучивал персонажей в мультипликации.
Скончался 4 сентября 1980 года. Похоронен на Ваганьковском кладбище (участок № 17).

### Семья
- отец — Павел Эрастович Герасимов, лесничий[1];
- мать — Мария Михайловна Гарина[1];
- бабушка по отцовской линии — Елизавета Ивановна, жила в селе Дмитровский Погост (Дмитрия Солунского), Егорьевского уезда, Рязанской губернии[2];
- бабушка по материнской линии — Екатерина Дмитриевна[2];
- сестра — Татьяна Павловна Герасимова (1898—1951)[15];
- жена (1922—1980, с перерывом) — Хеся Александровна Локшина (1902—1982), режиссёр и сценарист;
- жена (1935—1941) — Любовь Саввишна Фейгельман (1914—2003; позже известна как Руднева), писатель, литературовед и театровед;
  - дочь — Ольга Эрастовна Гарина (род. 1938)[16], искусствовед.

## Театральные работы
Актёр
Государственный театр имени Вс. Мейерхольда (Москва)
- 1922 — «Смерть Тарелкина» А. Сухово-Кобылина — Ванечка
- 1924 — «Д. Е.» («Даёшь Европу!») М. Подгаецкого по романам И. Эренбурга «Трест Д. Е.» и Б. Келлермана «Туннель» — семь ролей изобретателей; Лорд Грей
- 1924 — «Земля дыбом» С. Третьякова — Повар
- 1925 — «Мандат» Н. Эрдмана — Гулячкин
- 1925 — «Учитель Бубус» А. Файко — Министр изящных искусств
- 1926 — «Ревизор» Н. Гоголя — Хлестаков
- 1928 — «Горе уму» (по «Горе от ума») А. Грибоедова — Чацкий
- 1929 — «Командарм 2» И. Сельвинского — Оконный[комм. 2]
- 1931 — «Последний решительный» Вс. Вишневского — Иван Ведерников (Жан Вальжан)

Ленинградский театр Комедии
- 1938 — «Сын народа» Ю. Германа — Калюжный

Театр-студия киноактёра (Москва)
- 1956 — «Обыкновенное чудо» Е. Шварца — Король
- 1956 — «Мандат» Н. Эрдмана — Гулячкин

Режиссёр
Рабочий театр Пролеткульта (Ленинград)
- 1928 — «Поэма о топоре» Н. Погодина

Ленинградский театр Комедии
- 1938 — «Простая девушка» В. Шкваркина
- 1938 — «Сын народа» Ю. Германа,
- 1948 — «Медведь» А. Чехова
- 1948 — «Вас вызывает Таймыр» А. Галича и К. Исаева

Театр-студия киноактёра (Москва)
- 1950 — «Флаг адмирала» А. Штейна (совместно с X. Локшиной)
- 1953 — «Раки» С. В. Михалкова (совместно с X. Локшиной)
- 1956 — «Обыкновенное чудо» Е. Шварца
- 1956 — «Мандат» Н. Эрдмана
- «Горе от ума» А. Грибоедова

Московский театр сатиры
- 1956 — «Тень» Е. Шварца

## Фильмография
Актёр
- 1934 — Поручик Киже — адъютант Каблуков
- 1937 — Женитьба — Подколёсин
- 1938 — На границе — диверсант Волков
- 1940 — Музыкальная история — Тараканов
- 1941 — Боевой киносборник № 7 (новелла «Эликсир бодрости») — рядовой Шульц, немецкий солдат
- 1942 — Швейк готовится к бою (новелла «Моды Парижа») — Франсуа
- 1942 — Котовский — певец в ресторане
- 1944 — Иван Никулин — русский матрос — Тихон Спиридонович
- 1944 — Свадьба — Эпаминонд Максимович Апломбов, жених
- 1946 — Синегория — эпизод
- 1947 — Золушка — Король
- 1949 — Встреча на Эльбе — капитан Томми
- 1952 — Ревизор — Иван Кузьмич Шпекин, почтмейстер
- 1952 — Джамбул — эпизод
- 1954 — Синяя птичка (короткометражный) — Петухов
- 1955 — Неоконченная повесть — Колосков, пациент, дамский мастер-парикмахер
- 1955 — Нестёрка — школяр Самохвальский
- 1955 — Фонтан (короткометражный) — Петухов
- 1957 — Девушка без адреса — дедушка Кати
- 1958 — Ведьма (короткометражный) — дьячок Савелий
- 1958 — Шли солдаты… — Якоб Гофман
- 1960 — Русский сувенир — господин Джонс Пиблс, магистр философии
- 1961 — Алёнка — Витаминыч
- 1961 — Водяной (короткометражный) — Прохор Лыков
- 1962 — Монета (новелла «Воскресенье в джунглях») — прохожий, специалист по вытаскиванию монет
- 1962 — Необыкновенный город — Секретарша Крутикова / Пал Палыч, дядя Облапошкина / Крутиков, директор бани
- 1963 — Каин XVIII — Каин XVIII
- 1963 — Оптимистическая трагедия — Вожачок
- 1964 — Обыкновенное чудо — Король
- 1966 — Весёлые расплюевские дни — Кандид Касторович Тарелкин / Сила Силыч Копылов, отставной надворный советник
- 1968 — Полчаса на чудеса (новелла из одноимённого киноальманаха) — Его Величество
- 1970 — Два дня чудес — профессор-экзаменатор института мелких пакостей
- 1971 — Джентльмены удачи — профессор Мальцев
- 1971 — 12 стульев — критик театра «Колумб»
- 1971 — Если ты мужчина… — Ульяныч, садовод
- 1972 — Ехали в трамвае Ильф и Петров — посетитель кафе (нет в титрах)
- 1973 — Много шума из ничего — Кисель
- 1973 — Нейлон 100 % — укротитель
- 1975 — Меняю собаку на паровоз — хормейстер
- 1975 — Пошехонская старина (киноальманах) — Василий Порфирыч, барин
- 1979 — Профессия — киноактёр — камео

Режиссёр (совместно с Х. Локшиной)
- 1936 — Женитьба
- 1939 — Доктор Калюжный
- 1942 — Принц и нищий
- 1946 — Синегория
- 1954 — Синяя птичка (короткометражный)
- 1955 — Фонтан (короткометражный)
- 1964 — Обыкновенное чудо
- 1966 — Весёлые расплюевские дни

Сценарист (совместно с Х. Локшиной)
- 1937 — Женитьба
- 1964 — Обыкновенное чудо
- 1966 — Весёлые расплюевские дни

## Радиопостановки
- 1931 — «Путешествие по Японии» Г. О. Гаузнера
- 1934 — «Цусима» А. С. Новикова-Прибоя
- 1938, 1948 — «Клоп» В. В. Маяковского
- 1952 — «Моё открытие Америки» В. В. Маяковского
- 1953 — «Париж» В. В. Маяковского
- 1957 — «Я сам» В. В. Маяковского
- 1959 — «Рождённые столицы» В. В. Маяковского
- 1962 — «Приключения Чиполлино» (грампластинка) — Тыква (композиция З. Потаповой и С. Богомазова, музыка Н. Пейко)

## Озвучивание мультфильмов
- 1947 — Квартет — осёл (нет в титрах)
- 1948 — Федя Зайцев — Учитель (нет в титрах)
- 1950 — Волшебный клад — Судья
- 1953 — Лесной концерт — Тюлень (нет в титрах)
- 1953 — Братья Лю — Мандарин (нет в титрах)
- 1954 — На лесной эстраде — Филин (нет в титрах)
- 1954 — Соломенный бычок — дед
- 1955 — Заколдованный мальчик — Гусь Мартин
- 1955 — Стёпа-моряк — Клоун в колпаке (игрушка Тани), посылающий сигналы о помощи (нет в титрах)
- 1955 — Остров ошибок — диктор вокзала (нет в титрах)
- 1956 — Девочка в джунглях — Лис
- 1956 — Палка выручалка — Старик-волшебник
- 1956 — Двенадцать месяцев — Профессор (нет в титрах)
- 1957 — Верлиока — Верлиока (нет в титрах)
- 1957 — Исполнение желаний — Король Салерно
- 1958 — Краса ненаглядная — Царь
- 1958 — Спортландия — Матрас-председатель
- 1958 — Тайна далёкого острова — Профессор Бобров
- 1959 — Легенда о завещании мавра — Судья
- 1959 — Приключения Буратино — фельдшерица Жаба (нет в титрах)
- 1960 — Человечка нарисовал я — Учитель (нет в титрах)
- 1961 — Дорогая копейка — Пенс
- 1961 — Дракон — Дедушка мальчика
- 1961 — Семейная хроника — Пудель-фотограф
- 1961 — Чиполлино — дядюшка Виноград (нет в титрах)
- 1962 — Дикие лебеди — Епископ
- 1963 — Дочь солнца — Ворон
- 1963 — Свинья-копилка — Слон
- 1964 — Дюймовочка — Рак
- 1964 — Кот-рыболов — Волк
- 1964 — Лягушонок ищет папу — Рак-отшельник
- 1964 — Петух и краски — Индюк (нет в титрах)
- 1964 — Почта — Борис Житков
- 1964 — Храбрый портняжка — Король
- 1965 — Наргис — Хоруд, повелитель вьюг
- 1965 — Лягушка-путешественница — Селезень-вожак
- 1967 — Слонёнок — Питон
- 1969 — Возвращение с Олимпа — Орёл
- 1971 — Без этого нельзя — Гусь
- 1972 — Винни-Пух и день забот — Ослик Иа
- 1973 — Чудо без чудес — Телевизор
- 1973 — В мире басен — читает текст
- 1978 — Робинзон Кузя — Попугай

## Дублирование
- 1948 — Карандаш на льду — клоун Карандаш (роль М. Румянцева)

## Награды и звания
- орден «Знак Почёта» (1 февраля 1939) — за исполнение роли Волкова в фильме «На границе» (1938)[18];
- Сталинская премия второй степени (1941) — за исполнение роли Тараканова в фильме «Музыкальная история» (1940)[19];
- заслуженный артист РСФСР (1950)[20];
- народный артист РСФСР (1964)[11];
- орден Трудового Красного Знамени (12 апреля 1974)[20];
- народный артист СССР (1977)[12].

## Память
В книге о Валентине Гафте Я. И. Гройсманом опубликованы воспоминания артиста о встрече с Гариным, произошедшей на съёмочной площадке картины «Русский сувенир», когда режиссёр предложил ему ввод в поставленный им в 1956 году спектакль «Тень» в Театре сатиры, и о последовавшем затем разговоре у него дома о роли, «Тени» и о Мейерхольде.

Он мне показывал какие-то скульптурки и спрашивал меня: «Знаете ли вы, кто это?» Я говорил: «Это вы». — «Нет, это Мейерхольд». Так, показав штук шесть слепков, он понял, что я ни черта про Мейерхольда не знаю. Короче говоря, были назначены первые репетиции, и я ушёл. <…> Естественно, Гарин не явился ни на одну репетицию, а репетировала со мной Хеся, которой я очень не понравился.

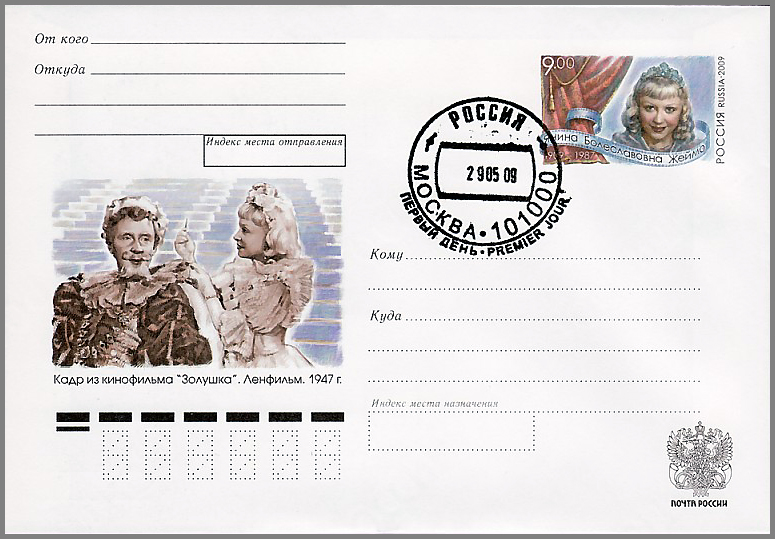
Конверт Почты России, 2009 год.
Э. Гарин в роли короля, «Золушка» (1947)

— «Валентин Гафт. …Я постепенно познаю…» 1997
Творчеству артиста посвящены телепередачи
- 2004 — «Эраст Гарин. Легенды мирового кино», телеканал «Культура»[22]
- 2005 — «Эраст Гарин» (цикл «Как уходили кумиры», телеканал «ДТВ»)
- 2015 — «Короли эпизода / Эраст Гарин» («ТВ Центр»)[23]
- 2020 — «Эраст Гарин» («Звезда»)[24]

## Комментарии
1. ↑  По данным портала «СБ. Беларусь сегодня» Э. П. Гарин скончался 26 августа 1980 года[13].
2. ↑  Назначенный на роль Оконного Э. П. Гарин из-за принципиальных разногласий с Вс. Э. Мейерхольдом накануне премьеры «Командарма 2» в мае 1929 года подал заявление об уходе (вернулся в октябре 1930 года), роль исполнил Ф. П. Коршунов[17].